# Max Hagmayr
Maximilian Hagmayr (16 novembre 1956) è un ex calciatore austriaco, di ruolo attaccante.

## Palmarès

### Club

#### Competizioni nazionali
- Coppa d'Austria: 1

Rapid Vienna: 1983-1984

#### Competizioni internazionali
- Coppa Piano Karl Rappan: 1

VÖEST Linz: 1975